# Моздокская икона Божией Матери

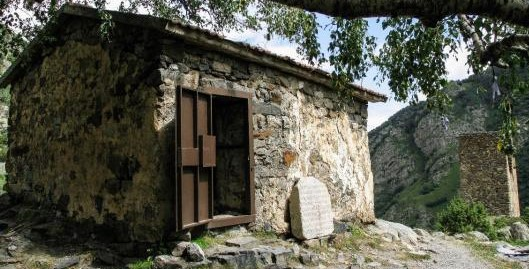
Часовня Моздокской иконы Божией Матери. В ней несколько сотен лет хранился чудотворный образ. Куртатинское ущелье, Республика Северная Осетия-Алания

Моздо́кская (И́верская) ико́на Бо́жией Ма́тери — список Иверской иконы Богородицы, почитаемый православными Северного Кавказа как чудотворный.

## История
Согласно преданию, икона была подарена осетинам царицей Грузии Тамарой в начале XIII века и более пяти веков хранилась в селении Майрамыкау (осет. Майрæмыхъæу — село Марии) в Куртатинском ущелье (территория Республики Северная Осетия—Алания), что зафиксировано в многочисленных текстах XIX века. Там она трижды сохранялась чудесным образом после пожаров.
Первоначально икона хранилась в небольшой церкви в селе Майрамыкау. Это название напрямую связано с посвящением иконы Богородице: осет. Мады Майрӕм, «Мать Мария» — этимология общепринятая в современной науке. Это же значение отражено в народном фольклоре:
«Матерь Божия Мады Майрам
Спустила с небес золотую лестницу,
Спустилась к земным людям.
Ой, наша Госпожа, наша великая надежда Мады Майрам!»
Впоследствии икона была перевезена в село Нижний Кани Кармадонского ущелья, которое также стало именоваться в народе «Майрамыкау».
В конце XVIII века началось переселение части осетинских горцев на равнину, в том числе и в Моздокскую степь, куда был перевезён и список Иверской иконы, названный впоследствии Моздокским. В 1793 году горцы-осетины перенесли икону в город Моздок, который российским правительством предполагалось превратить в центр распространения христианства на Северном Кавказе. Ночью осетины увидели, что от арбы, в которой находилась икона, исходит свет, не меркнувший до рассвета. Утром, когда волы были запряжены в арбу, они отказались двигаться с места. Узнав о явлении иконы, епископ Моздокский Гаий (Такаов) вышел к ней с крестным ходом, отслужил молебен и позже устроил на этом месте деревянную часовню, а затем каменный храм и при нём Успенский женский монастырь.
В 1860 году епископ Кавказский и Черноморский Игнатий (Брянчанинов) выдал храмоздательную грамоту на строительство новой церкви. Храм был возведён, но впоследствии взорван большевиками.
Помимо осетин, греков, армян Иверскую Моздокскую икону почитало множество горцев, в том числе и мусульман. Многие из них, поражённые чудесами, совершавшимися от неё, принимали христианство. Поклониться моздокской святыне приходили тысячи паломников с берегов Дона, из Астраханской, Екатеринославской, Харьковской и других отдалённых губерний.

## Икона — Апостол
Выдающееся значение иконы в духовной жизни Кавказа отметил святой Игнатий (Брянчанинов), который в 1858 году был хиротонисан во епископа Кавказского и Черноморского. Вскоре после направления на кавказскую кафедру посетив Моздок, святитель стал свидетелем особого почитания святого образа представителями разных национальностей и конфессий. Епископ Игнатий писал: «Осетины признают икону своею собственностию, питают к ней пламенную привязанность… Икона славна в горах. На поклонение ей стекается множество горцев магометан. Армяне грегорианского исповедания чествуют икону наравне с православными. Икона совершает множество исцелений… Многие магометане, поражаемые чудесами, совершающимися при иконе, принимают христианство… Икона — Апостол. Точно! Чудотворная икона Божией Матери совершает в здешнем крае служение Апостола».
Ежегодно в сентябре икона Моздокской Божьей Матери с многолюдным крестным ходом переносилась во Владикавказ. Встречал её епископ Владикавказский и Моздокский с духовенством и святынями всех городских церквей. По пути следования иконы от вокзала до Михаило-Архангельского кафедрального собора можно было видеть войска и громадное скопление народа. Под колокольный перезвон и церковные песнопения святая икона переносилась в городской кафедральный собор. Там она оставалась некоторое время, затем возвращалась в Моздок.
Перед Моздокской иконой 4 декабря 1914 года коленопреклоненно молился император Николай II во время посещения Владикавказа. Специально по случаю визита царя из Моздока в кафедральный Михайло-Архангельский собор Владикавказа был доставлен чудотворный образ. В память о пребывании в Терской области государю подарили копию Моздокской иконы.
После Великой Отечественной войны первообраз иконы был утрачен.
В память чудесного явления и истекающих чудес Богородицы в Моздоке и всех храмах Северной Осетии митрополитом Ставропольским и Владикавказским Гедеоном (Докукиным) был установлен обычай совершать еженедельно молебное пение с водоосвящением и акафистом Моздокской иконе Божией Матери нараспев. 

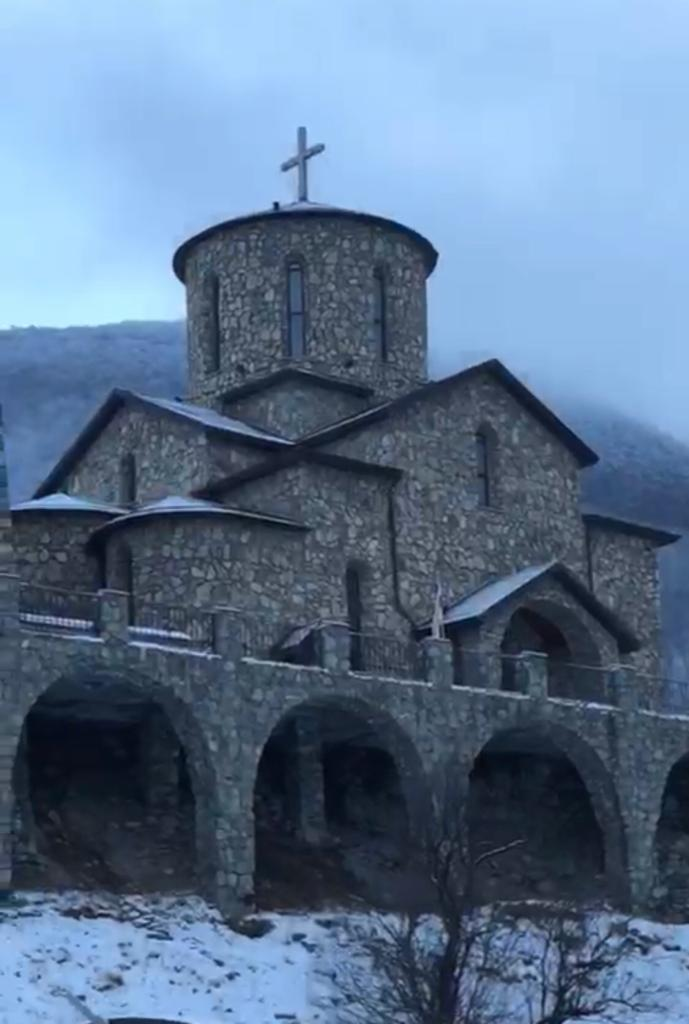
Храм Моздокской иконы Божией Матери Аланского Успенского монастыря в Северной Осетии

## Митрополит Ставропольский и Владикавказский Гедеон (Докукин) о Моздокской иконе
Митрополит Ставропольский и Владикавказский Гедеон (Докукин): «Моздокская икона Богородицы это чудо из чудес. Тысячи горцев, не только осетин, взирая на неё, приходили к вере в Иисуса Христа. К сожалению в большевистский период чудотворный подлинник иконы бесследно исчез, но рыльский старец Ипполит предрёк его явление после окончания строительства Аланского Успенского монастыря. Старец Ипполит благословил воздвигнуть мужской монастырь рядом с нынешним селением Хидикус. Ожидая явление святого образа, нам нужно восстановить старую традицию крестного хода с Моздокской иконой из Моздока во Владикавказ в сентябре каждого года».